# San Marino Tennis Open 2025
Il San Marino Tennis Open 2025 è stato un torneo maschile di tennis professionistico. È stata la 32ª edizione del torneo, facente parte della categoria Challenger 125 nell'ambito dell'ATP Challenger Tour 2025, con un montepremi di 181 000 €. Si è giocato dal 14 al 20 luglio 2025 sui campi in terra rossa del Centro tennis Fonte dell'Ovo di San Marino.

## Partecipanti

### Teste di serie
| Nazionalità | Giocatore              | Ranking* | Testa di serie |
| ----------- | ---------------------- | -------- | -------------- |
| Francia     | Valentin Royer         | 113      | 1              |
| Argentina   | Thiago Agustín Tirante | 121      | 2              |
| Italia      | Matteo Gigante         | 133      | 3              |
| Francia     | Kyrian Jacquet         | 148      | 4              |
| Croazia     | Dino Prižmić           | 159      | 5              |
| Argentina   | Federico Agustín Gómez | 141      | 6              |
| Austria     | Lukas Neumayer         | 169      | 7              |
| Francia     | Ugo Blanchet           | 173      | 8              |

* Ranking al 30 giugno 2025.

### Altri partecipanti
I seguenti giocatori hanno ricevuto una wild card per il tabellone principale:
- Pierluigi Basile
- Carlo Alberto Caniato
- Federico Cinà

Il seguente giocatore è entrato in tabellone nell'ambito del Next Gen Accelerator programme:
- Arthur Géa

I seguenti giocatori sono entrati in tabellone come alternate:
- Nerman Fatić
- Mili Poljičak

I seguenti giocatori sono passati dalle qualificazioni:
- Ričardas Berankis
- Gonzalo Villanueva
- Mariano Kestelboim
- Kalin Ivanovski
- Oleg Prihodko
- Miloš Karol

## Punti e montepremi
| Torneo    | Torneo              | V      | F      | SF    | QF    | 2T    | 1T    | Q | Q2  | Q1  |
| Singolare | Punti               | 125    | 64     | 35    | 16    | 8     | 0     | 5 | 3   | 0   |
| Singolare | Premi in denaro (€) | 25 740 | 15 150 | 9 015 | 5 235 | 3 055 | 1 890 | – | 710 | 355 |
| Doppio    | Punti               | 125    | 64     | 35    | 16    | –     | 0     | – | –   | –   |
| Doppio    | Premi in denaro (€) | 8 420  | 4 900  | 2 940 | 1 750 | –     | 990   | – | –   | –   |

## Campioni

### Singolare
Lukáš Klein ha sconfitto in finale  Dino Prižmić con il punteggio di 6–3, 6–4.

### Doppio
Karol Drzewiecki /  Ray Ho hanno sconfitto in finale  Miloš Karol /  Vitaliy Sachko con il punteggio di 7–5, 7–6(3).